# Dějiny Prachatic
Dějiny Prachatic sahají od 11. století až do současnosti.

## Založení města a rozvoj do husitských válek

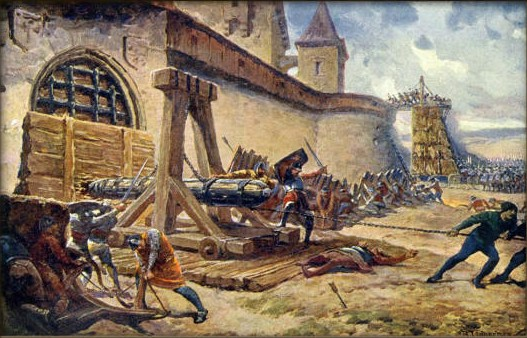
Husitské obléhání Prachatic na obrazu od Adolfa Liebschera

Prachatice vznikly jako trhová osada v 11. století. Byly majetkem vyšehradské kapituly. V nedaleké obci Staré Prachatice se tehdy nacházel kostel (zasvěcený sv. Petru a Pavlovi) a feudální dvůr, sídlili zde také výběrčí poplatků. Ve 13. století nárůst obchodu a příchod nových kolonistů dosáhl té míry, že původní osada přestala vyhovovat a bylo rozhodnuto o výstavbě nového města jižně od Starých Prachatic, na místě současného centra města. Kotlina pod vrcholem Libín se ukázala být mnohem prostornější pro vznik středověkého města, než původní svahy Šibeničního vrchu. Nové město je doloženo někdy na počátku století čtrnáctého; název Staré Prachatice pro původní osadu začal být používán někdy okolo roku 1370.
Značný rozkvět města přišel po roce 1381, kdy král Václav IV. přiznal Prachaticím právo skladování a prodeje soli dovážené z Pasova po tzv. Zlaté stezce. Koncem 14. století to bylo vzkvétající město. Bylo rovněž budováno i městské opevnění, které nejprve mělo podobu hliněných valů zpevněných dřevem.

## 15. století
Během husitských válek v 15. století byly Prachatice dvakrát obléhány a nakonec husity i dobyty (obě dobytí se uskutečnila v roce 1420) Podle záznamů kronikáře Vavřince z Březové husité po dobytí města mužskou část obyvatelstva pobili nebo upálili.
Město obsadila husitská posádka a stalo se součástí husitského městského svazu, vláda vyšehradské kapituly nad městem prakticky zanikla. Když Prachatice uznaly Zikmunda Lucemburského za krále, získaly od něj v roce 1436 statut svobodného královského města. Již o rok později císař zastavil Prachatice Janu Smilovi z Kremže a nadále se zde střídali, a to až do roku 1601, šlechtičtí držitelé (Rožmberkové, páni z Rabštejna, Jan z Roupova a opět Rožmberkové).

## Rozkvět města v 16. století

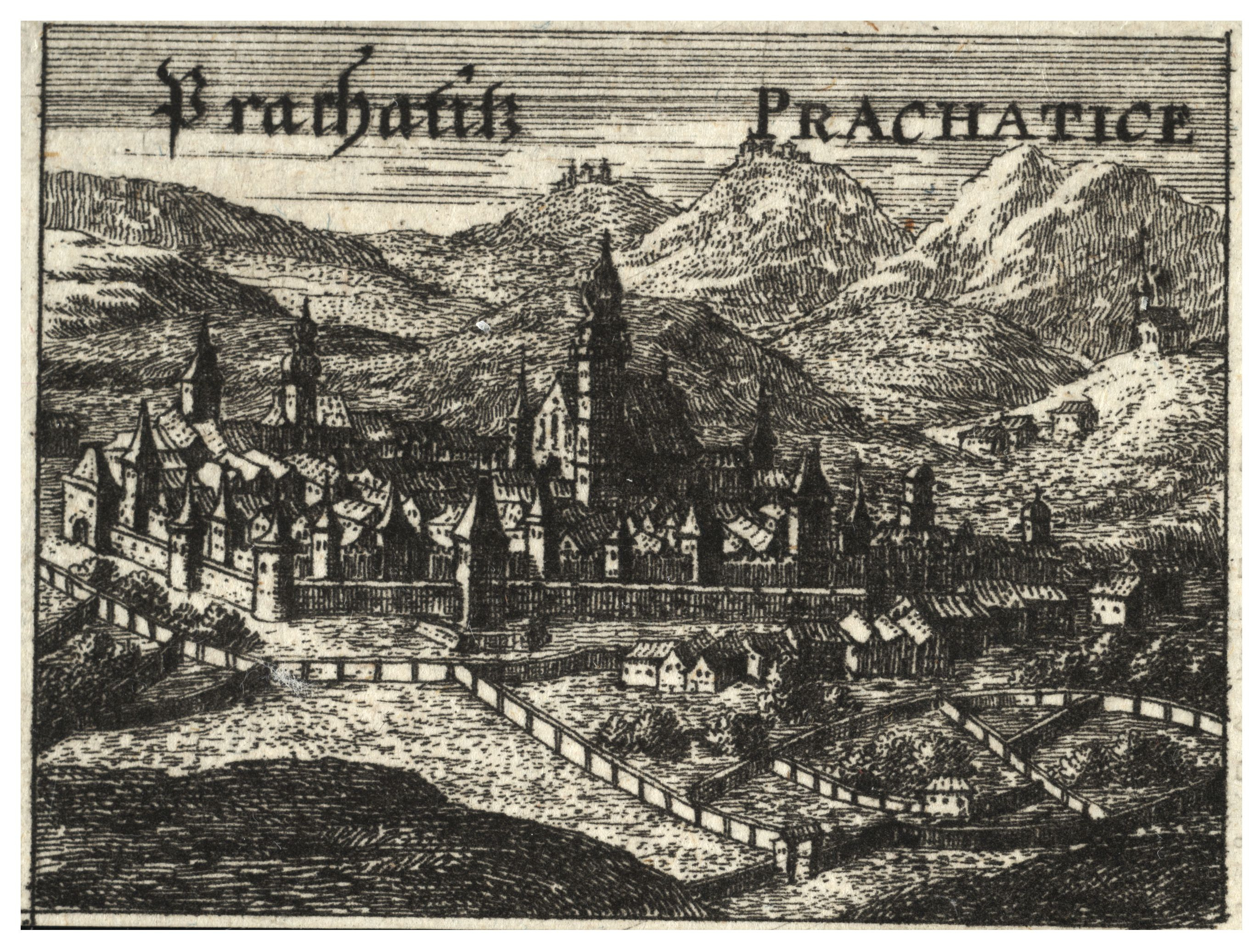
Pohled na Prachatice od Václava Hollara

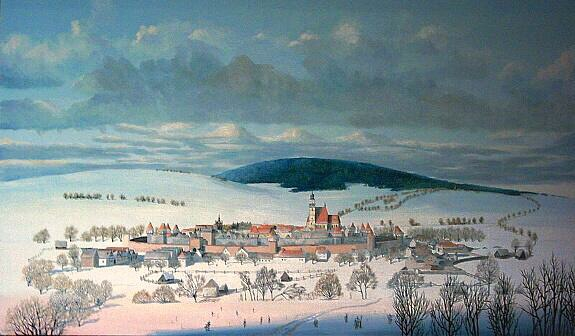
Předpokládaná podoba města v 16. století na obrazu od Lubomíra Herce

Největší rozmach nastal v průběhu 16. století, kdy vznikla stará radnice a bylo dokončeno městské opevnění. Jeho druhá linie doplnila několik let starší val a byla již připravena na případné obléhání za pomocí střelných zbraní. V roce 1501 získali město Rožmberkové. V letech 1507–1513 byl přestavěn původní raně gotický kostel sv. Jakuba ze 14. století v pozdně gotickém stylu. Dokončení dlouhodobě rozestaveného svatostánku inicioval především rozsáhlý požár, který poškodil značnou část města. Díky příjmům z obchodu na Zlaté stezce měli místní měšťané dostatek prostředků na obnovu města. Vybudovány byly četné výstavní renesanční domy, které jsou z velké části do současné doby dochované. Nacházely se zde dvě brány, z nichž dodnes zůstala zachována Písecká brána. V roce 1571 je doložena nová radnice, která vznikla za pomoci italských stavitelů. V samotných Prachaticích v této době žilo okolo třinácti set lidí. Koncem 16. století zde pracovala alchymistická dílna, podporovaná Vilémem z Rožmberka, k jehož rozsáhlému panství město patřilo.
V roce 1601 prodal poslední Rožmberk Petr Vok město císaři Rudolfu II. Ten udělil Prachaticím v roce 1609 výsady královského města.

## Třicetiletá válka a úpadek v 17. století
17. století přineslo městu úpadek; obchod se solí ohrožovaly nové zdroje, které snižovaly příjem obchodníků a tím pádem i měšťanů Prachatic. Rakousko mělo zájem získat prostředky z obchodu také a zatížilo jej daněmi.
Další rány představovaly stavovské povstání a třicetiletá válka. Protože měšťané přísahali věrnost Fridrichu Falckému, město bylo v roce 1620 dvakrát obléháno císařskými vojsky. Pokus generála Baltazara Marradase byl neúspěšný, uspěl však Karel Bonaventura Buquoy – po dvoudenním ostřelování bylo město dobyto. Bylo povražděno mnoho obyvatel a Prachatice musely zaplatit vysoké výpalné. Po bitvě na Bílé hoře přišly i o všechna privilegia. V roce 1641 přitáhli k městu Švédové a požadovali výkupné, poté v roce 1647 postihla město morová epidemie.

## 18. a 19. století

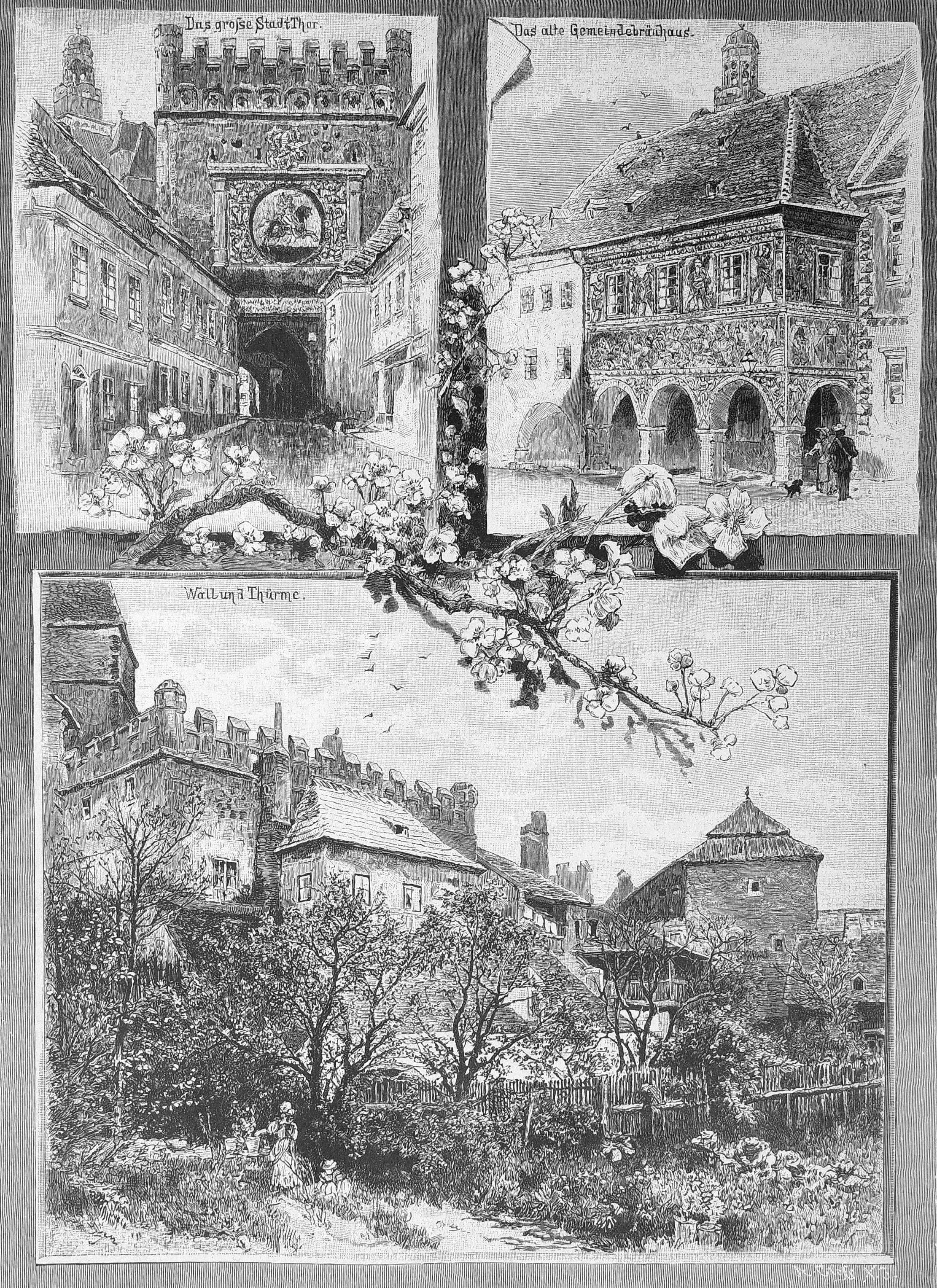
Pohled na Prachatice v 19. století

Ještě v 17. století byly Prachatice prodány Eggenbergům, kteří jej vlastnili až do roku 1719. Tehdy koupili město Schwarzenbergové, kteří jej spravovali až do roku 1848.
Konec prosperity Prachatic znamenalo přemístění solného skladu do Českého Krumlova v roce 1706. Monopol soli z Rakous znamenal de facto zánik Zlaté stezky. Obyvatelstvo se muselo přeorientovat na nové, méně výnosné činnosti, jakými byla např. těžba dřeva, zemědělství, pivovarnictví nebo výroba pálenky. Stavební ruch ve městě zcela ustal; proto také ve městě existuje jen málo barokních staveb nebo výzdoby.
Na počátku 19. století se přes Prachatice přesouvala rakouská vojska k nedalekému bojišti Napoleonských válek. Přestože obyvatelstvo města bylo v té době většinově německé národnosti, působili zde někteří čeští obrozenci a vzdělanci (nejznámější z nich byl František Josef Sláma (1792–1844), kněz a první autor dějin města). Narodil se zde Jan Nepomuk Neumann (1811–1866), který později odcestoval do USA, kde se stal biskupem a v roce 1977 byl svatořečen.
Dne 13. dubna 1832 poničil město požár.
V roce 1839 měly Prachatice celkem 327 domů a 2 591 obyvatel převážně německé národnosti.[zdroj?] Kromě historického centra města vzniklo severně od něj i první předměstí. Místní obyvatelstvo se věnovalo především zemědělství, v provozu bylo také 17 hospod, 14 pekařů a obuvníků, 10 mlynářů apod. Konaly se zde pravidelné týdenní trhy, na kterých obyvatelé Šumavy nakupovali obilí a další potraviny.
Od roku 1849 získaly Prachatice vlastní okresní soud, správním sídlem vlastního okresu byly od roku 1850. Od konce 19. století v blízkosti města prosperovaly také Lázně svaté Markéty. Na konci 19. století získalo město železniční spojení poté, co byla otevřena trať z Vodňan, o šest let později byla prodloužena do Nového Údolí a roku 1910 až do Haidmühle v dnešním Německu.
Na přelomu 19. a 20. století měly Prachatice 5 500 obyvatel.
Ještě v závěru 19. století bylo středověké město obehnáno hradbami. Díky železnici však bylo možné rozvíjet průmysl (byla zde otevřena továrna na telegrafní součástky) a tím pádem umožnit i populační růst města. Vybudovány byly také některé stavby, které byly pro moderní město nezbytné – např. gymnázium, nemocnice apod. Postupně se přidaly některé další průmyslové podniky, jako např. cihelna nebo závod na malování skla. Značným způsobem se rozšiřovala předměstí okolo původního historického centra města.
Ve městě byl po nějaký čas také dislokován 35. pěší pluk (tzv. pětatřicátníci), jehož velitelství sídlilo v Plzni. Vojenská přítomnost ve městě trvala i po celé následující 20. století.

## 20. století

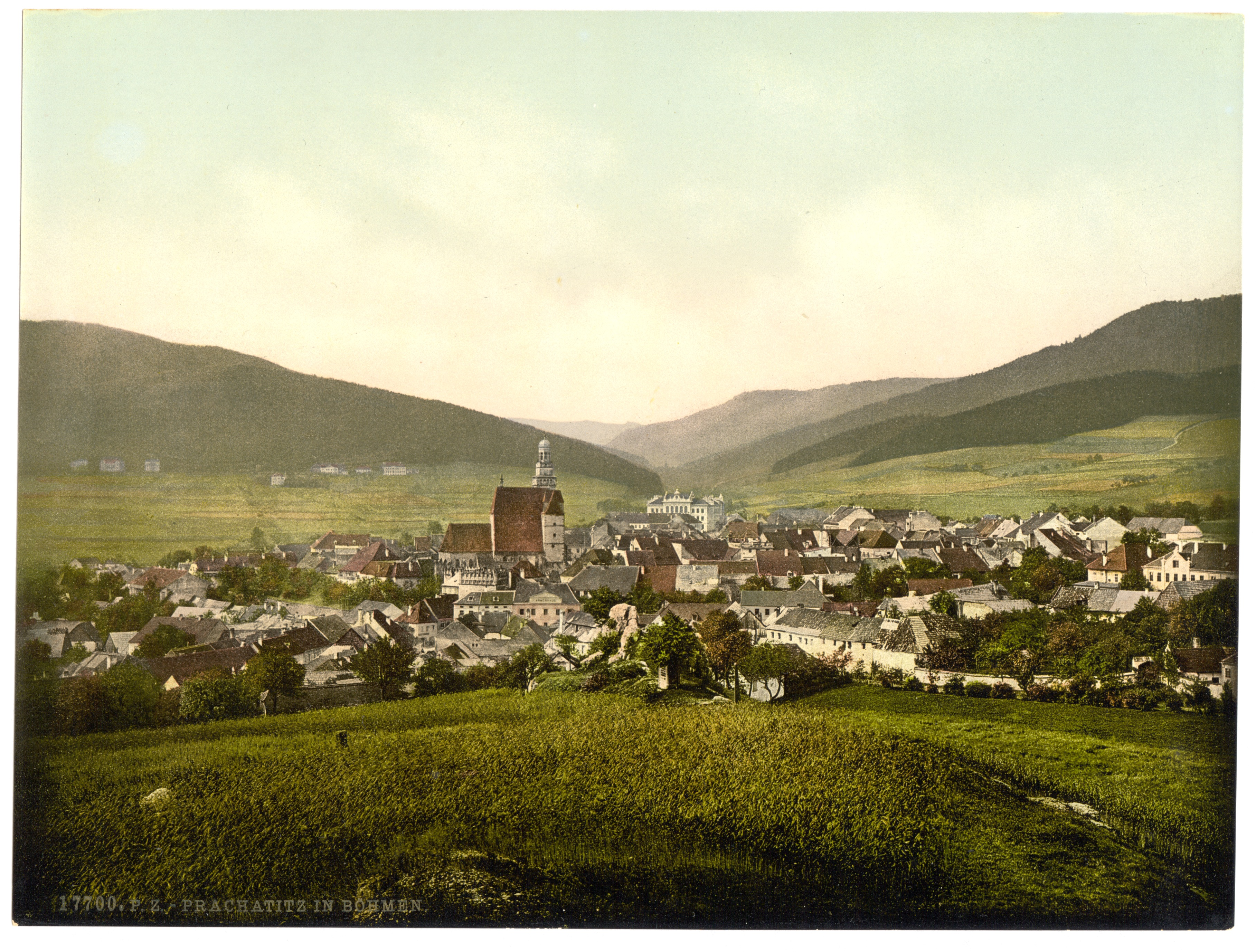
Město na pohlednici z přelomu 19. a 20. století

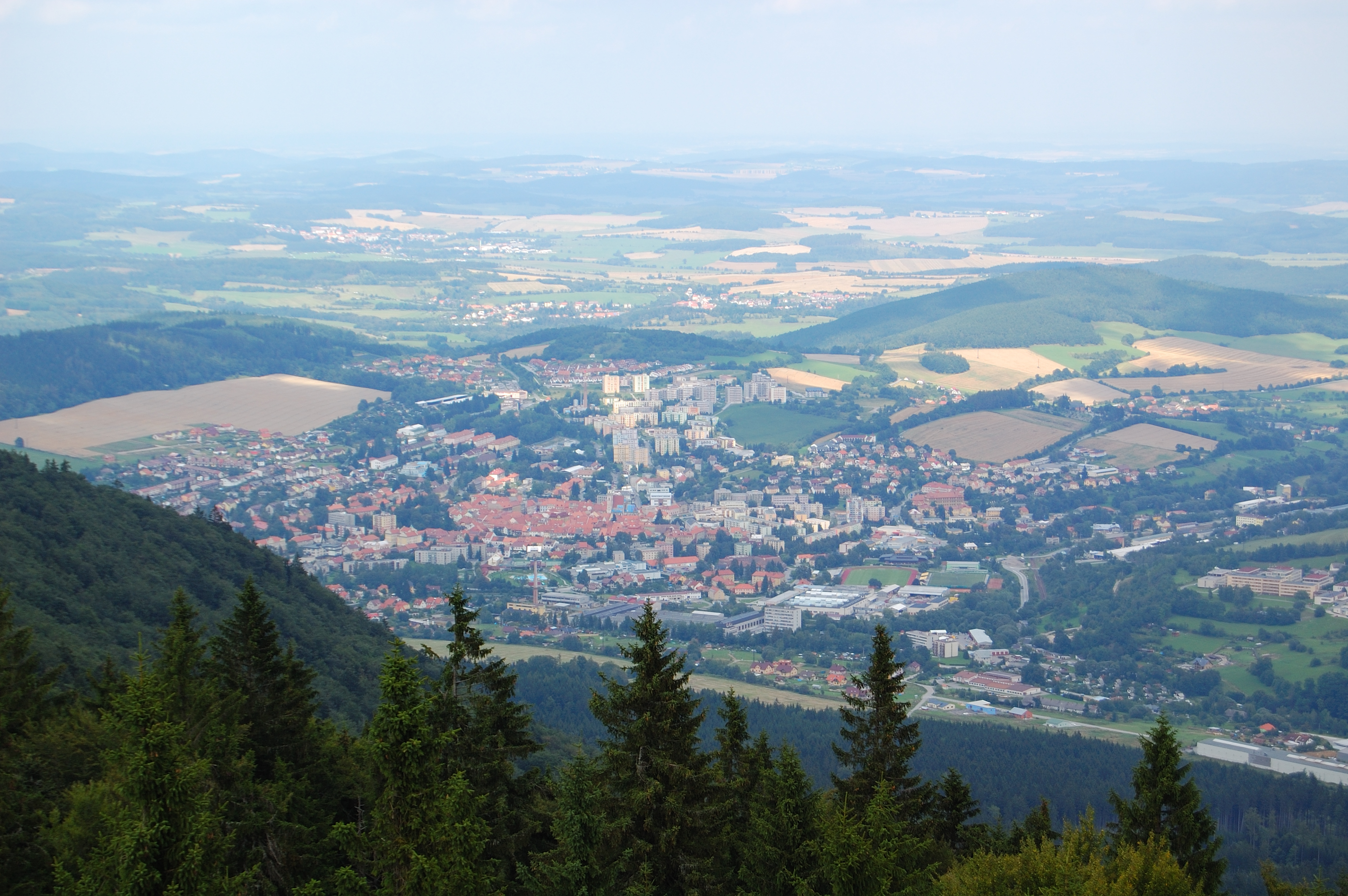
Pohled na Prachatice z rozhledny na Libíně

Postupný růst města znamenal také otevření národnostní otázky, neboť se české obyvatelstvo postupně stěhovalo do města, které bylo většinově německé. V roce 1903 zde byl otevřen český Národní dům a působil zde Sokol. Po vzniku Československa v roce 1918 došlo k vyrovnání poměru Čechů a Němců ve městě (v roce 1930 byl tento poměr 23:22). Většina obyvatel Prachatic i nadále pracovala v zemědělství a skromný rozvoj, který umožnila železnice i výstavba prvních továren tento fakt vážněji nezměnil. V roce 1936 se zde nacházelo šest hotelů, 12 hospod a šest mlýnů. Největším zaměstnavatelem byla společnost pro výrobu dřevěných součástek, lustrů a dalších výrobků. V místním lomu se těžil kámen pro výstavbu Husinecké přehrady.
Komplikované vztahy mezi místními Čechy a Němci se vyostřily především v roce 1935, kdy v místních volbách vyhrála Sudetoněmecká strana (SdP). Město bylo v té době po nějakou dobu v krizi, muselo být spravováno úředníkem z Ministerstva financí a přiblížilo se vlastnímu krachu. Češi i Němci měli vlastní spolky a koncentrovali se v různých částech města. V září 1938 došlo k prvním násilnostem mezi oběma skupinami, občasným přestřelkám a dalšímu neklidu. V Prachaticích bylo přerušeno vyučování na místních školách. Situaci na krátkou dobu dokázalo uklidnit až vojsko, které bylo tehdy do pohraničí povoláno.
Po Mnichovské dohodě v roce 1938 byly Prachatice přičleněny k Německu. Hranice s Protektorátem Čechy a Morava probíhala těsně za městem u Starých Prachatic; dvě třetiny tehdejšího politického okresu Prachatice byly připojeny k Německu a administrativně se staly součástí tzv. Východní marky. Německá armáda obsadila město v prvním týdnu října 1938. České obyvatelstvo uprchlo za nové hranice většinou do Husince, Vodňan nebo Bavorova. V roce 1939 se v celém zemském okresu Prachatice, který byl na německém území zřízen, přihlásilo ve sčítání lidu k české národnosti jen 823 lidí.
Boje druhé světové války se Prachaticím vyhnuly. Byly ale zřízeny zajatecké tábory pro vojáky z Polska, Francie a SSSR. V roce 1945 se město vzdalo americké armádě bez boje. Následně, v rámci vysídlení Němců z Československa, bylo odsunuto německé obyvatelstvo, které se usadilo na území Bavorska. Vzhledem k neatraktivitě lokality v podhůří Šumavy a malému počtu dosídlenců z oblasti Slovenska a z řad Volyňských Čechů se však počet obyvatel města nacházel ještě dlouho po skončení války pod úrovní z roku 1938. Řada z vojáků, kteří zde sloužili a byli původem např. ze Slovenska, se však rozhodla v Prachaticích usadit.
Po roce 1948 a vzniku Železné opony byla rozšířena vojenská posádka v Prachaticích a v okolí města probíhala různá vojenská cvičení. Hraniční pásmo při česko-německé hranici bylo ve svém nejbližším bodě vzdáleno 20 km od Prachatic. Díky tomu, že se město po správní reformě z roku 1960 stalo okresním městem, byla zde také soustředěna nová výstavba. Původní středověké město tak začalo být obklopováno novou výstavbou, především panelových domů, které vyrostly severně a západně od středověkého centra. Jejich vznik předpokládal územní plán, který město Prachatice schválilo v roce 1958. Zastavěny tak byly louky v bezprostřední blízkosti středověkého města a samotný ráz Prachatic se výrazně proměnil. Ustoupit musely i části původních předměstí, které nahradily opět panelové domy. Ve vzdálenějších částech města vznikaly i rodinné domy.
Znárodnění vytvořilo velké podniky (např. Jitona, Šumavan), které zaměstnávaly stále rostoucí obyvatelstvo Prachatic.
V roce 1981 bylo historické centrum města prohlášeno za městskou památkovou rezervaci. V téže době také počet obyvatel města překročil deset tisíc. Rozsáhlá obnova samotného centra města však byla uskutečněna až v 90. letech 20. století. Místní náměstí prošla rozsáhlou rekonstrukcí na přelomu 20. a 21. století. V roce 2002 získaly Prachatice titul Historické město roku.
Od roku 2001, kdy byly okresy zrušeny, získaly Prachatice statut pověřeného města; v rámci přenesené působnosti vykonává místní obecní úřad řadu úkonů státní správy. V roce 2002 opustili Prachatice poslední vojáci Armády České republiky.